# Друга влада Милоша и Михаила
Друга влада Милоша и Михаила је правноисторијско дело Слободана Јовановића из 1923. године, објављено у издању Издавачке књижаре Геца Кон а.д. из Кнез Михаилове улице бр. 12 у Београду. Књига анализира период друге владавине кнеза Милоша Обреновића (1858−1860) и његовог сина кнеза Михаила Обреновића (1860−1868). Јовановић је књигу описао као наставак његове уставне историје Србије 19. века, коју је започео књигом Уставобранитељи и њихова влада (1838−1858).

## О аутору
Слободан Јовановић (1869-1958) је био српски и југословенски правник и историчар, доктор правних наука, професор и декан Правног факултета Универзитета у Београду, ректор Универзитета у Београду, председник Српске краљевске академије, председник Министарског савета Краљевине Југославије, оснивач и председник Српског културног клуба. Сматра се најзначајнијим домаћим правним теоретичарем и писцем. Његова дела су, иако фундаментална у области опште правне теорије и теорије државе, дуго била скрајнута у времену комунистичке Југославије, будући да је Јовановић током Другог светског рата био председник југословенске краљевске владе у емиграцији и да је у одсуству осуђен на Београдском процесу 1946. године.

## Опис
У тренутку настанка ове студије, није било друге политичке историје владавине кнеза Милоша Обреновића, осим књиге Друга влада Милоша Обреновића, аутора Нила Попова. Зато је ова књига Слободана Јовановића нарочито значајна, јер иако је његов фокус на уставној историји и причи о уређењу власти у доба ова два владара, он је успео да сабере и обради различите мемоарске и историографске списе најзначајнијих актера тога доба, од Јована Ристића, Милана Пироћанца, Милутина Гарашанина, Илије Гарашанина, Стевче Михаиловића, Јеврема Грујића, митрополита Михаила, Николе Христића, Милојка Лешјанина, Николе Крстића, Владимира Јовановића, Димитрија Маринковића, Радивоја Милојковића, Атанасија Николића, Алимпија Васиљевића...
Такође, при писању се служио документима Државног савета, а захваљујући помоћи Владимира Ћоровића је из бечког архива добио све извештаје аустријских конзула од 1858. до 1868. године. Служио се и библиотеком Матице српске у Новом Саду, усменим казивањима Константина Јовановића о његовом оцу Анастасу Јовановићу (двороуправитељу кнеза Михаила) и приватном збирком докумената Гргура Јакшића.
Друго издање 1933. године, допунио је сазнањима из у међувремену објављене књиге Живана Живановића Политичка историја Србије у другој половини деветнаестог века, грађом коју је објавио Херман Вендел, те накнадно пронађеним мемоарима Димитрија Црнобарца у архиву Српске краљевске академије.

## Издања
Прво издање се појавило 1923. године у издању Издавачке књижаре Геца Кон а.д. из Кнез Михаилове улице бр. 12 у Београду. Затим је исти издавач објавио и друго издање 1933. године.
Поново се појавила тек 1990. године у оквиру првог издања сабраних дела Слободана Јовановића у 12 томова, које су заједнички издали Београдски издавачко-графички завод (БИГЗ), Југославија Публик и Српска књижевна задруга. Приређивач издања је био историчар др Радован Самарџић, редовни члан Српске академије наука и уметности, директор Балканолошког института и председник Српске књижевне задруге. У овом уздању, појавила се заједно са књигом Уставобранитељи и њихова влада (1838−1858).
Издавачко предузеће Просвета је 2005. године објавило библиофилско издање сабраних дела Слободана Јовановића у 17 томова.